# NGC 4101
NGC 4101 is een spiraalvormig sterrenstelsel in het sterrenbeeld Hoofdhaar. Het hemelobject werd op 6 april 1785 ontdekt door de Duits-Britse astronoom William Herschel.

## Synoniemen
- UGC 7093
- MCG 4-29-25
- ZWG 128.27
- WAS 46
- PGC 38373